# ICHIZU (アルバム)
ICHIZU（イチズ）は1987年10月5日に発売された、やしきたかじんの7枚目のアルバム。2014年12月17日に「ICHIZU(+4)」で再発された。

## 内容
前作から1年振り、自身38歳の誕生日に発売された。収録曲9曲中、5曲は鹿紋太郎が関わった（1曲は編曲のみ）。本作の「ICHIZU」「決心」「未練〜STILL〜」の3曲は、鹿紋太郎の「愛の三部作」と呼ばれた。

## 再発
たかじんが2014年1月3日に急逝したことを受け、同年12月17日に、ビクターに遺したアルバム5作品をリマスタリング、各盤2曲～4曲のボーナストラックを追加してSHM-CDで復刻再発された。

## 収録曲
1. Guilty　（3：37）
作詞・作曲:伊藤薫　編曲:鹿紋太郎
2. 黄昏のSolitude　（4：05）
作詞・作曲:伊藤薫　編曲:川村栄二
3. It's Crazy Love　（2：59）
作詞:真名杏樹　作曲:泰葉　編曲:林有三
4. ICHIZU　（4：51）
作詞・作曲・編曲:鹿紋太郎
5. 決心　（4：50）
作詞・作曲:鹿紋太郎　編曲:若草恵
6. 摩天楼物語（ストーリー）　（4：10）
作詞:真名杏樹　作曲:泰葉　編曲:林有三
7. 思い出オン・ザ・ロック　（4：21）
作詞:鹿紋太郎　作曲:やしきたかじん　編曲:鹿紋太郎
「ICHIZU」のB面。
8. 未練〜STILL〜　（4：05）
作詞・作曲:鹿紋太郎　編曲:鹿紋太郎　Strings編曲:高田弘
1988年3月21日に萩田光雄の編曲でシングル・カット。
9. 歌って死ねるなら　（4：55）
作詞・作曲:伊藤薫　編曲:若草恵
10. ICHIZU（カラオケ）　（4:53）※ボーナストラック※
11. 思い出 オン・ザ・ロック（カラオケ）　（4:18）※ボーナストラック※
12. 未練〜STILL〜（カラオケ）　（4:08）※ボーナストラック※
13. カウント・ダウン（カラオケ）　（4:27）※ボーナストラック※